# Жіноча волейбольна євроліга 2023
14-й розіграш Євроліги — міжнародного турніру з волейболу серед жіночих національних збірних країн-членів ЄКВ — проходив з 27 травня по 9 липня 2023 року за участю 9 команд. Переможцем турніру стала збірна України

## Учасники
- Бельгія
- Боснія і Герцеговина
- Швеція
- Румунія
- Словаччина
- Чехія
- Угорщина
- Україна
- Франція

## Схема турніру
У кожній групі було по три команди, які провели по дві гри з кожною (вдома та на виїзді). 
За виграші з рахунком 3:0 і 3:1 нараховувалось по 3 очки, за виграш 3:2 — по 2 очка, за поразку 2:3 — 1 очко.
До плей-оф пройшли переможці груп та найкраща збірна серед тих, що посіли другі місця.

## Попередній етап

### Група А
| М | Команда              | І | С/П  | О |
| - | -------------------- | - | ---- | - |
| 1 | Бельгія              | 4 | 10:4 | 9 |
| 2 | Швеція               | 4 | 10:7 | 8 |
| 3 | Боснія і Герцеговина | 4 | 3:12 | 1 |

1-й тур. 27 травня.
Бельгія — Боснія та Герцеговина 3:0 (25:17, 25:18, 25:17);
2-й тур. 31 травня.
Швеція — Боснія та Герцеговина 3:1 (25:22, 26:24, 22:25, 25:22);
3-й тур. 3 червня.
Бельгія — Швеція 3:1 (25:22, 25:14, 20:25, 25:17);
4-й тур. 10 червня.
Боснія та Герцеговина — Швеція 2:3 (25:21, 25:17, 13:25, 16:25, 8:15);
5-й тур. 14 червня.
Боснія та Герцеговина — Бельгія 0:3 (23:25, 14:25, 18:25);
6-й тур. 17 червня.
Швеція — Бельгія 3:1 (25:23, 26:28, 25:23, 25:15);

### Група В
| М | Команда    | І | С/П  | О |
| - | ---------- | - | ---- | - |
| 1 | Чехія      | 4 | 10:5 | 9 |
| 2 | Словаччина | 4 | 7:8  | 6 |
| 3 | Румунія    | 4 | 6:10 | 3 |

1-й тур. 27 травня.
Румунія — Словаччина 1:3 (22:25, 12:25, 25:19, 18:25);
2-й тур. 31 травня.
Чехія — Словаччина 3:1 (25:16, 22:25, 25:20, 25:11);
3-й тур. 3 червня.
Чехія — Румунія 1:3 (17:25, 22:15, 18:25, 16:25);
4-й тур. 8 червня.
Румунія — Чехія 1:3 (25:16, 23:25, 26:28, 13:25);
5-й тур. 14 червня.
Словаччина;— Чехія 0:3 (15:25, 20:25, 19:25);
6-й тур. 17 червня.
Словаччина — Румунія 3:1 (25:18, 25:18, 19:25, 25:23);

### Група С
| М | Команда  | І | С/П  | О |
| - | -------- | - | ---- | - |
| 1 | Україна  | 4 | 10:6 | 9 |
| 2 | Франція  | 4 | 8:8  | 6 |
| 3 | Угорщина | 4 | 6:10 | 3 |

1-й тур. 27 травня.
Угорщина — Україна 1:3 (25:22, 25:27, 9:25, 23:25);
2-й тур. 31 травня.
Україна — Угорщина 3:1 (25:17, 22:25, 25:15, 26:24);
3-й тур. 4 червня.
Франція — Угорщина  1:3 (20:25, 25:19, 22:25, 23:25);
4-й тур. 10 червня.
Угорщина — Франція 1:3 (20:25, 25:14, 15:25, 22:25);
5-й тур. 14 червня.
Україна — Франція 3:1 (25:21, 25:17, 17:25, 25:11);
6-й тур. 18 червня.
Франція — Україна 3:1 (25:18, 21:25, 25:16, 25:21);

## Півфінал
Україна — Чехія
25 червня. 3:0 (25:22 25:15, 25:23, 25:17).
28 червня. 3:1 (22:25 25:11, 25:22, 25:16).
Швеція — Бельгія
25 червня. 3:2 (24:26, 25:16, 16:25, 25:17, 18:16).
28 червня. 3:0 (25:20, 28:26, 25:17).

## Фінал
Перша гра (П'ятра-Нямц, Румунія)
| Дата    | Час |         | Рахунок |        | Сет 1 | Сет 2 | Сет 3 | Сет 4 | Сет 5 | Всього | Звіт              |
| ------- | --- | ------- | ------- | ------ | ----- | ----- | ----- | ----- | ----- | ------ | ----------------- |
| 6 липня |     | Україна | 3–0     | Швеція | 25–15 | 25–20 | 25–19 |       |       | 75–54  | [ 2 ] [ 3 ] [ 4 ] |

| 1       | Олександра Міленко   | 9  |
| 6       | Кристина Нємцева (л) |    |
| 7       | Світлана Дорсман ()  | 7  |
| 14      | Дар'я Шаргородська   | 1  |
| 16      | Анастасія Маєвська   | 7  |
| 23      | Юлія Димар           | 9  |
| 24      | Анастасія Крайдуба   | 22 |
| Заміна: |                      |    |
| 19      | Вікторія Даньчак     |    |

| 4       | Юнна Вассерфаллер () | 2  |
| 10      | Ізабель Гок          | 20 |
| 11      | Александра Лазич     | 11 |
| 16      | Вільма Юлевік        | 1  |
| 17      | Анна Гок             | 8  |
| 18      | Юлія Нільссон        | 3  |
| 25      | Еммі Анденссон (л)   |    |
| Заміни: |                      |    |
| 1       | Ельза Аррестад       |    |
| 12      | Гільда Густафссон    |    |
| 13      | Філіппа Брінк (л)    |    |

Друга гра (Лунд, Швеція)
| Дата    | Час |        | Рахунок |         | Сет 1 | Сет 2 | Сет 3 | Сет 4 | Сет 5 | Всього | Звіт        |
| ------- | --- | ------ | ------- | ------- | ----- | ----- | ----- | ----- | ----- | ------ | ----------- |
| 9 липня |     | Швеція | 0–3     | Україна | 17–25 | 22–25 | 30–32 |       |       | 69–82  | [ 5 ] [ 6 ] |

| 4       | Юнна Вассерфаллер () | 2  |
| 10      | Ізабель Гок          | 31 |
| 11      | Александра Лазич     | 9  |
| 16      | Вільма Юлевік        |    |
| 17      | Анна Гок             | 9  |
| 18      | Юлія Нільссон        | 1  |
| 25      | Еммі Анденссон (л)   |    |
| Заміни: |                      |    |
| 1       | Ельза Аррестад       |    |
| 3       | Лінда Андерссон      | 1  |
| 12      | Гільда Густафссон    | 1  |
| 13      | Філіппа Брінк (л)    |    |

| 1       | Олександра Міленко   | 15 |
| 6       | Кристина Нємцева (л) |    |
| 7       | Світлана Дорсман ()  | 13 |
| 14      | Дар'я Шаргородська   | 2  |
| 16      | Анастасія Маєвська   | 8  |
| 23      | Юлія Димар           | 5  |
| 24      | Анастасія Крайдуба   | 14 |
| Заміни: |                      |    |
| 9       | Вікторія Олійник     |    |
| 17      | Євгенія Хобер        |    |
| 19      | Вікторія Даньчак     | 7  |

## Підсумки
Турнірне становище:
| Місце | Збірна               |
| ----- | -------------------- |
|       | Україна              |
|       | Швеція               |
| 3-4   | Бельгія              |
|       | Чехія                |
| 5-6   | Франція              |
|       | Словаччина           |
| 7-9   | Угорщина             |
|       | Румунія              |
|       | Боснія і Герцеговина |

## Бомбардири
Десятка найрезультативніших волейболісток турніру
| N° | Волейболістка           | Позиція               | Ігри | Сети | Очки | Ср.  |
| -- | ----------------------- | --------------------- | ---- | ---- | ---- | ---- |
| 1  | Ізабель Гок             | діагональний          | 8    | 31   | 245  | 7,9  |
| 2  | Анастасія Крайдуба      | діагональний          | 8    | 27   | 152  | 5,63 |
| 3  | Брітт Герботс           |                       | 5    | 17   | 128  | 7,53 |
| 4  | Олександра Міленко      | догравальний          | 8    | 29   | 123  | 4,24 |
| 5  | Анна Гок                |                       | 8    | 28   | 86   | 3,07 |
| 6  | Світлана Дорсман        | центральний блокуючий | 7    | 25   | 83   | 3,32 |
| 7  | Аделіна Будаї-Унгуреану |                       | 4    | 16   | 75   | 4,69 |
| 8  | Александра Лазич        |                       | 8    | 31   | 75   | 2,42 |
| 9  | Анетт Немет             |                       | 4    | 16   | 72   | 4,5  |
| 10 | Юлія Димар              | догравальний          | 8    | 29   | 71   | 2,45 |

## Чемпіони
Склад володарів золотого комплекту нагород:
| N° | Волейболістка      | Позиція               | Ігри | Сети | Очки | Ср.  | Команда             |
| -- | ------------------ | --------------------- | ---- | ---- | ---- | ---- | ------------------- |
| 1  | Олександра Міленко | догравальний          | 8    | 29   | 123  | 4,24 | СК «Прометей»       |
| 4  | Аліка Луценко      | ліберо                | 2    | 3    | 0    | 0    | «Аланта»            |
| 5  | Маргарита Гейко    | догравальний          | 0    | 0    | 0    | 0    | збірна України U-17 |
| 6  | Кристина Нємцева   | ліберо                | 8    | 29   | 0    | 0    | СК «Прометей»       |
| 7  | Світлана Дорсман   | центральний блокуючий | 7    | 25   | 83   | 3,32 | СК «Прометей»       |
| 9  | Вікторія Олійник   | пасуючий              | 5    | 11   | 0    | 0    | «Бекешчаба»         |
| 14 | Дар'я Шаргородська | пасуючий              | 8    | 29   | 19   | 0,66 | СК «Прометей»       |
| 16 | Анастасія Маєвська | центральний блокуючий | 8    | 27   | 51   | 1,89 | СК «Прометей»       |
| 17 | Євгенія Хобер      | догравальний          | 6    | 9    | 8    | 0,89 | СК «Прометей»       |
| 19 | Вікторія Даньчак   | діагональний          | 8    | 13   | 22   | 1,69 | СК «Прометей»       |
| 23 | Юлія Димар         | догравальний          | 8    | 29   | 71   | 2,45 | «Стелла» (Кале)     |
| 24 | Анастасія Крайдуба | діагональний          | 8    | 27   | 152  | 5,63 | «Ополе»             |
| 26 | Уляна Котар        | центральний блокуючий | 2    | 7    | 6    | 0,86 | СК «Прометей»       |
| 27 | Ксенія Пугач       | центральний блокуючий | 0    | 0    | 0    | 0    | ЛП «Вієсті»         |
| -  | Іван Пєтков        | головний тренер       |      |      |      |      |                     |